# Bahía Button
Bahía Button es una pequeña bahía de la isla Soledad del archipiélago de las Malvinas, que según la Organización de las Naciones Unidas (ONU), está en litigio de soberanía entre el Reino Unido, quien la administra como parte del territorio británico de ultramar de las Malvinas, y la Argentina, quien reclama su devolución, y la integra en el departamento Islas del Atlántico Sur de la provincia de Tierra del Fuego, Antártida e Islas del Atlántico Sur.
Esta entrada de agua se encuentra en la costa norte del seno Choiseul, en cercanías de la desembocadura del arroyo Mackinnon. También se halla al norte de la isla León Marino y de las islas Samuel.

## Guerra de Malvinas
El guardacostas Río Iguazú (GC-83) de la Prefectura Naval Argentina fue atacado el 22 de mayo de 1982 por dos aviones británicos Sea Harrier cuando transportaba 2 obuses de 105 mm y 20 hombres del Ejército Argentino para Darwin, pudiendo averiar seriamente a uno de los aviones atacantes. 
En esas circunstancias, el barco fue embicado en la Bahía Button, disponiéndose su abandono ante la eventualidad de nuevos ataques, pues se encontraba prácticamente inutilizado.